# Rio Crocodilo (Mepumalanga)
O Rio Crocodilo é um rio da província de Mepumalanga na África do Sul. É um afluente do rio Incomati.